# Jagdstaffel 85
Jagdstaffel 85 -  Königlich Preußische Jagdstaffel Nr. 85 - Jasta 85 – jednostka lotnictwa niemieckiego Luftstreitkräfte z okresu I wojny światowej. 

## Informacje ogólne
Jednostka została utworzona formalnie w 3 listopada 1918 roku z Kest 5 (Kest 5 została utworzona 2 sierpnia 1916 roku). Nie zachowały się pełne dane, kto dowodził jednostką w jakim okresie. Jednostka jako eskadra typowo myśliwska nie weszła do działań bojowych z powodu ogłoszonego zawieszenia broni, a następnie kapitulacji Niemiec. 